# Paspalum turriforme
Paspalum turriforme är en gräsart som beskrevs av Richard Walter Pohl. Paspalum turriforme ingår i släktet tvillinghirser, och familjen gräs. Inga underarter finns listade i Catalogue of Life.